# Cephalotes patellaris
Cephalotes patellaris é uma espécie de inseto do gênero Cephalotes, pertencente à família Formicidae.